# 東北放送
東北放送株式会社（とうほくほうそう、英: TOHOKU BROADCASTING CO., LTD.、略称：TBC、tbc）は、宮城県を放送対象地域とし、中波放送（AM放送）およびテレビジョン放送事業を兼営している特定地上基幹放送事業者である。
ラジオ（中波放送 AM放送）はJRNとNRNのクロスネット局。コールサインはJOIR（仙台 1260kHz）とJOIO（気仙沼 801kHz）の2通り。
テレビはJNN・TBSテレビ系列。コールサインはJOIR-DTV（仙台 19ch）、リモコンキーIDはアナログ親局1chから「1」。

## 概要
社名に「東北」とあるが東北地方一円で放送しているわけではなく、テレビ・ラジオともに先述通り、宮城県内をサービスエリアとしている。
テレビではデータ放送を実施しており、番組表サービス「Gガイド」を配信している。
河北新報社とつながりが深い（2022年（令和4年）3月31日現在、10.00%出資の大株主）。ニュースの名称は「河北新報ニュース」。
有価証券報告書によると東北放送は、TBSホールディングスの株式のうち263698株、北海道放送の株式のうち8株、MBSメディアホールディングスの株式のうち8000株及び青森放送の株式のうち4500株を保有している。
夜間における緊急事態の発生に備え、局アナ1人と制作・技術・報道部門のスタッフ数人が局に毎日交替で泊まり込む「宿直勤務制度」を実施している（時間は17:30 - 翌朝9:30）（週末の宿直勤務担当は下記を参照）。
マスコットキャラクターはモリーノ。2020年（令和2年）10月より使用開始。前任者はニューニュー。2001年（平成13年）に設立50周年を記念に採用された。
緊急警報放送の送出設備を持っており、ラジオでは毎月第2月曜日の14:59:20 - 14:59:50まで、定期的に試験放送を放送している。
略称の「TBC」は、大手エステティックサロンのTBCグループ（東京ビューティセンター）でも使用しており、公式サイトを開設する際、既に東京ビューティーセンターがドメイン名「tbc.co.jp」を取得していたため、本社のある「仙台」を足して「tbc-sendai.co.jp」となった。
2004年（平成16年）4月より、TBCが制作している各ラジオ番組のメールアドレスは「番組名+@1260.jp」に切り替えられた。
例年7月最終週に、TBC夏まつりを開催している。
本社・演奏所の目の前にあるバス停（仙台市営バス・宮城交通）の名称はかつては「東北放送会館前」であったが、現在は「TBC本社前」となっている。

### 事業所
出典：
- 本社 - 仙台市太白区八木山香澄町26-1
- 分室 - 仙台市青葉区国分町3丁目1-11 定禅寺通スクエアビル7階[注 4][9][10]
- 東京支社 - 東京都港区赤坂2丁目10-5 赤坂日ノ樹ビル3階
- 大阪支社 - 大阪市北区梅田1丁目3-1 大阪駅前第1ビル7階[11]
- 嘗ては気仙沼支局や報道部石巻支局や報道部古川駐在も設置されていた。

### 本放送開始までの動き
- 東北放送以前の1947年（昭和22年）に、河北新報社が「北日本商業放送」[12]という名前で免許申請を行ったが、この時は申請が受理されなかった。北海道・東北地方すべてを放送エリアとする計画であった（東北放送社史より）。
- 1950年代前半に青森県にラジオ局を開局する計画があり、免許の申請・局舎の建設を行っていたことがある。その後、この動きに危機を感じた地元新聞社の東奥日報社が中心となってラジオ青森（現在の青森放送）の開局を進めたため、白紙となった。

### 独自編成
テレビ・ラジオいずれも、東北地方の民間放送局とは一線を画した独自の番組編成が特徴である。これは局の体質とされる。『2000年のテレビジョン』（角川書店。かつて「ザテレビジョン」で連載されたものの単行本化）では当時の幹部が個人的な見解として、BSが影響力を持つようになった時にキー局べったりの局と独立志向の局とに分かれるだろうという見解に触れ「うちは独立でしょうね」と述べていることからもそれがうかがえる。
特にテレビは「ウォッチン!みやぎ」「ひるまでウォッチン!」「Nスタみやぎ早版」「Nスタみやぎ」と4つも平日に自社制作番組を放送しており、tbcで全編通して視聴できるTBSテレビの平日の情報番組は「ラヴィット!」「Nスタ」（関東ローカル枠除く）のみとなっている。

### 新聞ラテ欄における局名表記
宮城県内で購読されている新聞のラテ欄での表記は、かつては「東北放送」（テレビ・ラジオ共通）もしくは「東北放送テレビ」が多かったが、1997年（平成9年）頃から全ての新聞において（全国紙や地方紙を問わず）略称を使用した「TBCテレビ」と「TBCラジオ」に統一された。
なお、宮城県の隣県地方紙での掲載は以下のとおり。
- 岩手県

岩手日日 - TBCのTV番組表は在仙民放各局同様ハーフサイズ、ラジオ番組はDate fmともども岩手県内のラジオ局と同サイズ。
※以前は東海新報では2011年（平成23年）3月11日までTBCのTV番組表は在仙民放各局、BS各局同様1/3サイズで、岩手日報では2024年（令和6年）5月31日までTBCのTV番組表は在仙、在青民放各局同様1/3サイズでそれぞれ掲載されていた（ラジオはともに非掲載）。
- 福島県

福島民報、福島民友ともTBCのTV番組表は在仙、在京各局同様極小サイズでそれぞれ掲載している。ラジオはともに非掲載。

## 資本構成

### 2022年3月31日
出典：
| 資本金 | 発行済株式総数 | 株主数 |
| ------ | -------------- | ------ |
| 1億円  | 150,000株      | 378    |

| 株主               | 株式数   | 比率   |
| ------------------ | -------- | ------ |
| 河北新報社         | 15,000株 | 10.00% |
| 明窓社             | 11,200株 | 07.46% |
| 河北仙販           | 07,680株 | 05.12% |
| 七十七銀行         | 07,500株 | 05.00% |
| 東北電力           | 07,500株 | 05.00% |
| 河北アド・センター | 06,045株 | 04.03% |
| 河北折込センター   | 04,080株 | 02.72% |
| 三越伊勢丹         | 03,900株 | 02.60% |
| 宮城県             | 03,750株 | 02.50% |
| 藤崎               | 03,375株 | 02.25% |

### 過去の資本構成
企業・団体は当時の名称。出典：

## 沿革
- 1950年（昭和25年）6月1日 - 民間放送開設申請中の河北放送・東北放送・仙台市営放送の3者が合同、申請の1本化を決定。
- 1951年（昭和26年）
  - 1月15日 - 社名をラジオ仙台（ラジオせんだい）と決定。
  - 1月17日 - ラジオ仙台、仙台市への放送局開設を申請。
  - 4月21日 - ラジオ仙台に予備免許交付（呼出符号JOIR）[20]。
  - 7月19日 - 呼出名称「らじおせんだい」指定。
  - 11月30日 - 創立総会開催、社名を仙台放送株式会社に決定。
  - 12月10日 - 仙台放送（せんだいほうそう）株式会社設立（現在の「株式会社仙台放送」とは無関係）[20]、通称はラジオ仙台。初代の社章は円にJOIRを配し、”J”を電波に見立てた。
- 1952年（昭和27年）
  - 3月26日 - 試験電波発射。
  - 4月5日 - 本免許交付され、サービス放送開始。
  - 5月1日 - 全国11番目、東北初の民放ラジオ局として、ラジオ本放送開始（周波数1250kc、出力3kW）[20]。
- 1953年（昭和28年）
  - 1月1日 - 社名を東北放送株式会社に変更[21]。
  - 4月1日 - テレビ放送局開設申請[21]。
- 1955年（昭和30年）10月1日 - 略称をTBCと定める[20]。
- 1957年（昭和32年）10月22日 - 地上アナログテレビジョン放送に予備免許交付[21]。
- 1959年（昭和34年）
  - 3月20日 - 地上アナログテレビジョン放送の試験放送開始[21]。
  - 3月25日 - 地上アナログテレビジョン放送に本免許交付[21]。
  - 3月27日 - 地上アナログテレビジョン放送のサービス放送開始[21]。
  - 4月1日 - 東北地方民放初のテレビ放送（地上アナログテレビジョン放送）開始[20]。この時のテストパターンにはこけしが描かれていた。
  - 8月1日 - ニュースネットワーク、JNN（ジャパン・ニュース・ネットワーク）発足と同時に加盟。

- 1962年（昭和37年）

社章（1962年 - ）亀倉雄策デザイン

  - 1月1日 - 亀倉雄策がデザインした2代目社章の使用を開始。2つの楕円を縦に重ねて、中に“TBC”を入れた[22]（ - 1992年（平成4年）3月31日まで。現在でも一部の送信所・中継局、ヘルメットでは残存している。）。
  - 10月1日 - 仙台放送（OX）開局によりフジテレビ系列の番組全般、日本テレビ系列の番組のごく一部を除く全般、NETテレビ（現在のテレビ朝日）系列の番組の大半がOXに移行。
- 1963年（昭和38年）5月6日 - 仙台市八木山に社屋（後の「A-site」）完成[20]。
- 1964年（昭和39年）
  - 4月25日 - テレビカラー放送の許可を申請。3か月後の7月24日に認可される[23]。
  - 8月25日 - テレビカラー放送の試験電波を発射[23]。
  - 9月15日 - テレビカラー放送の試験放送を行う[23]。
  - 9月23日 - テレビのカラーサービス放送を開始[23]。
  - 9月25日 - テレビのカラー放送にて、自社の第1スタジオから初のカラー番組放送を行う（フィルム番組『蔵王春秋』と、生放送の座談会『駄菓子遍歴四十年』）[23]。
  - 10月1日 - テレビのカラー本放送を開始[20][23]。
- 1965年（昭和40年）
  - 5月2日 - TBSラジオをキーステーションとしたラジオネットワーク、JRN（ジャパン・ラジオ・ネットワーク）が発足、加盟。
  - 5月3日 - ニッポン放送と文化放送をキーステーションとしたラジオネットワーク、NRN（全国ラジオネットワーク）が発足、加盟。
  - 7月12日 - テレビの全時間放送を実施[24]。
- 1966年（昭和41年）
  - 4月11日 - ラジオの深夜放送を開始（当時は翌朝の午前1時半終了）[24]。
- 1968年（昭和43年）
  - 4月 - ラジオ周波数を1250kcから1260kcに変更。
  - 5月20日 - この日の夕方のニュースから、ローカルニュースでのカラー放送を開始。これに伴い、カラーフィルムでの報道取材を開始（共にJNN加盟局では初）[25]。
- 1970年（昭和45年）
  - 10月1日 - 宮城テレビ（MTB）[注 7]開局により残っていた日本テレビ系列の番組が移行。
  - 10月 - 『オールナイトニッポン』ネット開始。
  - 12月11日 - カラーテレビ中継車を購入[26]。
- 1971年（昭和46年）
  - 8月 - ニューススタジオがカラー化。これにより、顔出しを含め、ニュース番組の全面カラー化が完了[25]。
  - 10月 - テレビ放送、開局以来モノクロで放送してきた『クッキングガイド』がカラー化したのを最後に、ローカルのレギュラー番組の全面カラー化が完了[27]。
- 1972年（昭和47年）3月1日 - 黒川郡富谷町（現・富谷市）にラジオ送信所を移転。出力を20kWに増力[28]。
- 1975年（昭和50年）10月1日 - 東日本放送（KHB）開局により残っていたNETテレビ系列の番組が移行しTBSテレビ系列に完全移行。
- 1980年（昭和55年）3月20日 - テレビ・音声多重放送開始[注 8][20][29]。
- 1987年（昭和62年）10月1日 - テレビ 『第500回記念ザ・ベストテンIN仙台』を、勾当台公園の特設ステージから全国ネットで放送。TBCからは、福井弘文アナウンサー（当時）が参加した。
- 1990年（平成2年）10月1日 - 仙台（荒井）ラジオ送信所完成。プリエンファシス方式で放送開始（黒川郡富谷町（現・富谷市）より移転）[20]。
- 1991年（平成3年）4月23日 - SNG固定型地球局完成。

2代目ロゴ（1992年 - 2019年）

- 1992年（平成4年）4月1日 - CI導入により、2代目ロゴ（画像）に変更。
- 1998年（平成10年）2月2日 - 郵便番号7桁化に伴いTBC私書箱郵便番号を「980-8668」に制定（仙台中央郵便局私書箱166号）。
- 2001年（平成13年）9月28日 - 大年寺山に地上デジタルテレビジョン放送用新テレビ鉄塔完成（NHK仙台放送局、東日本放送と共同）[20]。
- 2002年（平成14年）4月1日 - 気象庁より東北の放送局で初めて「天気予報業務許可業者」に認可されたことに伴い、「私立TBC気象台」開設（初代台長：斎藤恭紀）[20]。TBC独自の天気予報が可能に。左から1964年完成のA-Siteと2003年完成のB-Site

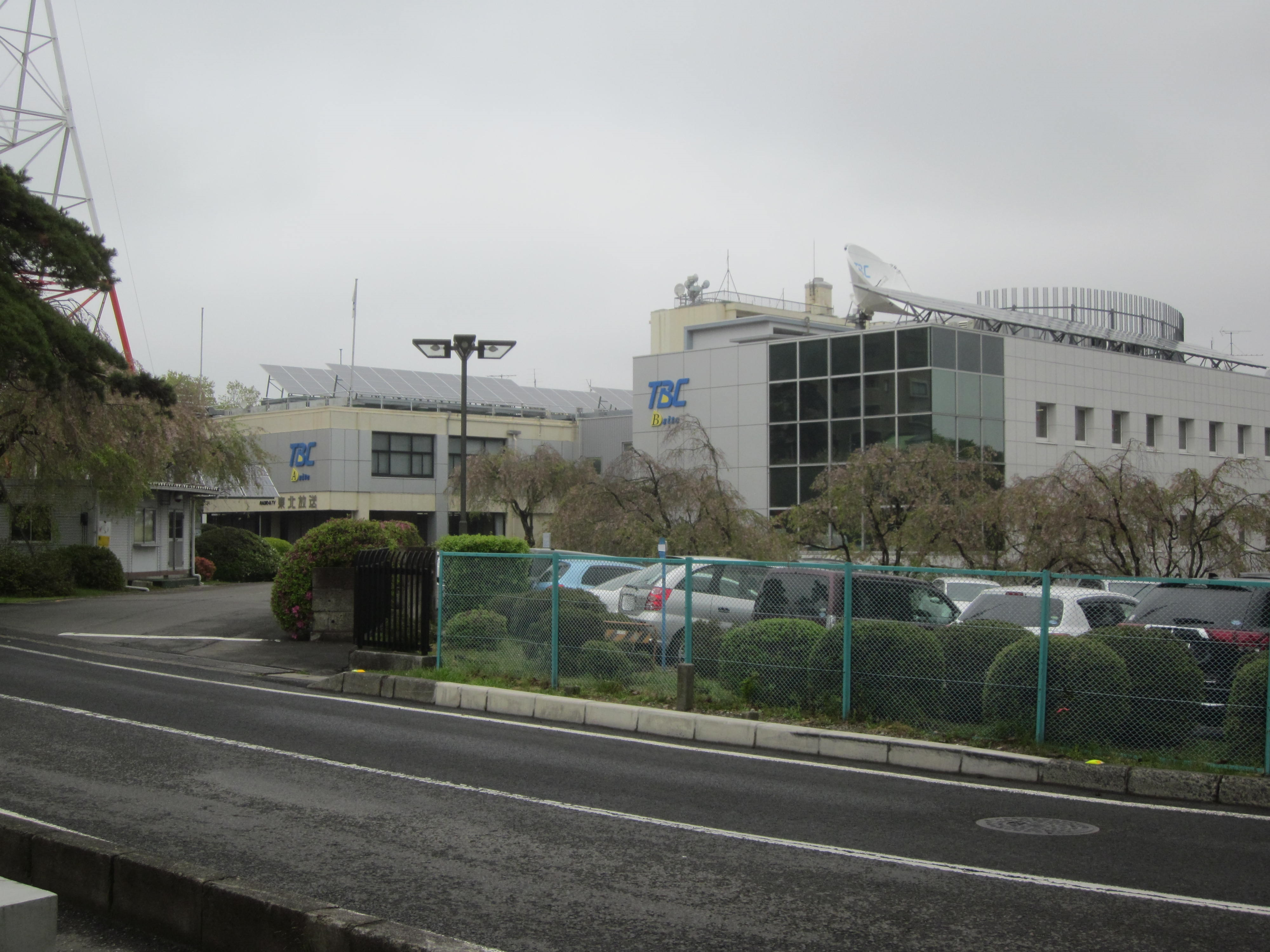
左から1964年完成のA-Siteと2003年完成のB-Site

- 2003年（平成15年）3月30日 - テレビ報道用の新社屋「B-site」が完成[20]。1963年（昭和38年）から使用している社屋ビルは「A-site」としてリニューアル工事が行われ、ラジオ専用になった。
- 2005年（平成17年）
  - 7月1日 - テレビ放送、主調整室（マスター）設備を更新。（NEC製）
  - 12月1日 - 地上デジタルテレビジョン放送の本放送を開始[20]（NHK仙台放送局、ox仙台放送、MMT宮城テレビ放送も同日開始）。
- 2006年（平成18年）4月21日 - 地上デジタルテレビジョン放送のワンセグ開始。
- 2007年（平成19年）7月2日 - バーチャルスタジオの機能を持つ情報センター稼働開始。
- 2010年（平成22年）7月4日 - 地上アナログテレビジョン放送の画面を強制レターボックス化（4:3SD画面時はCM時を除き左右にも黒帯が入る額縁画面）。
- 2011年（平成23年）
  - 3月11日 - 東日本大震災発生。内陸部の太白区八木山にある本社屋も大きな被害を受けた。一部フロアは激しく破壊され、怪我をした社員が外へ運び出される様子も全国向けの報道特番で放送された。放送設備への影響も深刻で、停電でラジオ放送が一時停波する事態にも追い込まれたが、キー局のTBSテレビからガソリン等の緊急支援を受け、何とか放送再開にこぎつけた。
  - 12月5日 - 本社屋「A-Site」一階に設けた、ラジオ「絆スタジオ」（初代）の運用を開始[30]。
- 2012年（平成24年）
  - 3月31日 - 東日本大震災発生により延期された地上アナログテレビジョン放送が終了[20]。
  - 4月2日 - 「radiko」によるTBCラジオの宮城県内への配信開始[注 9]。
- 2013年（平成25年）3月18日 - 本社屋に導入・設置し始めた本格的な太陽光発電設備が稼働を開始する（出力:49kW、東北民放及び全国のTBS系列に於いては初）[注 10]。
- 2014年（平成26年）4月1日 - 同社の組織改編により、アナウンス部が報道制作局からラジオ局へ移管。総務局人事部も企画人事部に改称となる。「radiko.jpプレミアム」のサービス開始にともない、TBCラジオも同サービスによる全国配信を開始。
- 2015年（平成27年）2月24日 - AMラジオの送信所敷地(仙台市若林区荒井)に設置した、太陽光パネルによる発電の稼働を開始する[31][32]。
- 2017年（平成29年）5月1日 - ラジオのFM補完放送を開始（周波数93.5MHz・出力5kW）[20][33][34]。
- 2018年（平成30年）7月2日 - 新社屋建設に着手[35]。
- 2020年（令和2年）
  - 1月6日 - 新社屋竣工に先駆け、新しいCIを導入。ロゴを“t”にリモコンキーIDの“1”を重ねた小文字の「tbc」に変更（ただし、略称の公式表記は当面、大文字のままだった）。同時に新しいスローガンとして「はやく、ただしく、おもしろく。」を制定[20][36]。
  - 1月31日 - 新社屋「c-site」竣工[20][37]（「B-site」は、小文字の「b-site」に変更）。旧社屋「A-Site」は、新社屋のラジオ放送開始後もしばらく初代「絆スタジオ」のみ運用したのちに解体された。
  - 5月25日 - 新社屋からのラジオ放送開始[20][37]。2代目「絆スタジオ」も運用開始。
  - 6月8日 - 新社屋からのテレビ放送開始[20][37]。
  - 9月30日 - 新しいイメージキャラクターとしてモリーノを制定[38]。
  - 11月11日 - 「水曜日のアナウンス部」の生放送で、公式YouTube「杜の放送局」開局を発表。同日の21:15に開局。
- 2022年（令和4年）4月8日 - 旧社屋（A-Site）跡地を再整備した芝生広場「モリーノひろば」が完成（この広場と鉄塔のある一帯を「tower area」と呼称）。これにより進めてきた新社屋建設計画の全ての工事が終了し、「tbc杜の中の放送局」がグランドオープン。

## ラジオ
ラジオは24時間放送（月曜 2:00 - 5:00 ※日曜 26:00 - 29:00の間はメンテナンスタイム）ではあるが「試験電波」と称し音楽を流している。それらの楽曲は「TBC Radio 深夜の音楽タイトル」として掲載され、過去4週間分をさかのぼることができる）。
ラジオで放送される『河北新報ニュース』ではTBCテレビで放送された、JNNの記者リポートの音声を編集して流すことがある（特に正午前の枠。記者リポートを流す前に「JNN〇〇記者の報告です」とコメントを入れる）。
NRN加盟局でありながら『ニュース・パレード』（文化放送制作）を放送していない。
平日の夜の時間帯は伝統として自社制作番組が多く、東北地方では長期に渡り唯一22 - 24時台に放送されている在京キー局制作の生ワイド番組をネットしていなかった。
- しかし、2008年4月よりTBSラジオ制作の『夜な夜なニュースいぢり X-Radio バツラジ』と『城島茂のどっち派?!』のネットを開始したことにより、まず24時台にて在京キー局制作の生ワイド番組がTBCラジオにも登場。
- さらに同年秋改編では、『夜な夜なニュースいぢり X-Radio バツラジ』の終了、『城島茂のどっち派?!』の時間移動に伴い、22 - 23時台に『BATTLE TALK RADIO アクセス』（TBSラジオ・月曜除く）[注 15]、24時台に『レコメン!』[注 16]・『嵐・相葉雅紀のレコメン!アラシリミックス』（文化放送）のネットを開始した。
- 『BATTLE TALK RADIO アクセス』の終了後は『ニュース探究ラジオ Dig』（TBSラジオ・月曜除く）をネットしていたが、『アクセス』のネットを開始以来、自主編成の都合で23:28になると番組の途中で終了する態勢が続いていた。他の途中終了していたネット局が放送枠を拡大していったのに対し、TBCラジオは2012年（平成24年）9月28日放送分をもって『Dig』のネットを打ち切った[注 17]。

1970年代 - 1980年代には、日曜深夜の自社制作番組『ジャンボリクエストAMO（エイエムオー）』が人気を集め、全国各地からリクエスト葉書が寄せられた。
また、アニラジの黎明期には、ファンからの「東北にはアニラジがありません。声優のコンサートも、東京から札幌にツアーがとんでしまう。クリアーな声でマミ姉の声を聴きたいんです」という声に推された小森まなみが自ら企画書を書き起こし、1994年に「小森まなみのPop'n!パジャマ」として結実。仙台（TBCホール）をはじめ、当時同番組のネットを組んでいた山形県などで番組のイベントを開くなど大きな動きを見せ、2011年、彼女の活動休止による番組終了まで実に16年余りに亘る長寿番組となった。
東北ブロックネットは『お元気ですか』（東北6県と新潟県、計7県の放送局：7局ネット、2005年（平成17年）5月27日終了）以来しばらく制作されていなかったが、2008年4月から『宮川賢のまつぼっくり小国』がTBCローカルから昇格する形でブロックネット化された（2011年9月にラジオ福島が番組を打ち切った為に東北6県ネットは解消された）。
ラジオのキャッチコピーは2020年時点で『はやく、ただしく、おもしろく。』が使用されている。それ以前は『ともだちラジオTBC』、『イチオシラジオTBC』、『LoveでいこうTBC』、『てっぺん感度TBC』、『おいしい空気TBC』、『電波パパパヤTBCラジオ』『イチについてTBC』が使われていた（放送終了時のジングルでは「イチオシラジオTBC」を継続）。2017年度からは、ワイドFMのサイマル放送が行われることにあわせ、キャッチコピーは『あのね♪』、ワイドFMのPRキャラクターは、新周波数93.5MHzになぞらえた「クミコ」が使用されている。
なお、ラジオでのニュースや選挙速報・地震速報ではテレビと同じJNNニュース速報の共通ジングル『ポッポ ポッポ』が使用される。

### 聴取率
宮城県内にある競合局は少ないが（エフエム仙台とNHK仙台放送局のみ）が、2006年以降、TBCラジオは宮城県内ラジオ局の中で全放送時間帯トップの聴取率を維持している。楽天イーグルス戦のプロ野球中継を開始したことに加え、私立TBC気象台の気象予報士が各ワイド番組に出演するようになり、気象情報や地震情報をきめ細かく伝えるようになったことが功を奏している。
ライバル局のエフエム仙台は局サイトにおいて、TBCラジオと同じ調査のデータからメインターゲットである12歳 - 49歳男女の層を抽出することで「18期連続首位」（2008年12月現在）と謳っていたが、 2021年12月6日 - 12日まで行われた宮城地区の聴取率調査においてエフエム仙台に全日オールターゲット単独首位を奪われた。
年2回、6月・12月のレイティング期間になると「TBCラジオウィーク」と題し、各番組から様々な豪華プレゼントが用意される。

### 周波数1260にちなんで
- 宮城県内のタクシーには、『TBCラジオ FM93.5MHz AM1260kHz』のシールが貼られているものがある。周波数の異なる気仙沼市内のタクシーには『TBCラジオ 801kHz』のシールが貼られている。一部、旧ロゴマークのシールのままのタクシーも僅かながら残っている。
- 東北放送の社用車のナンバーの多くは TBCラジオの周波数にちなんだ 1260 である。

### 送信施設概要
中波放送

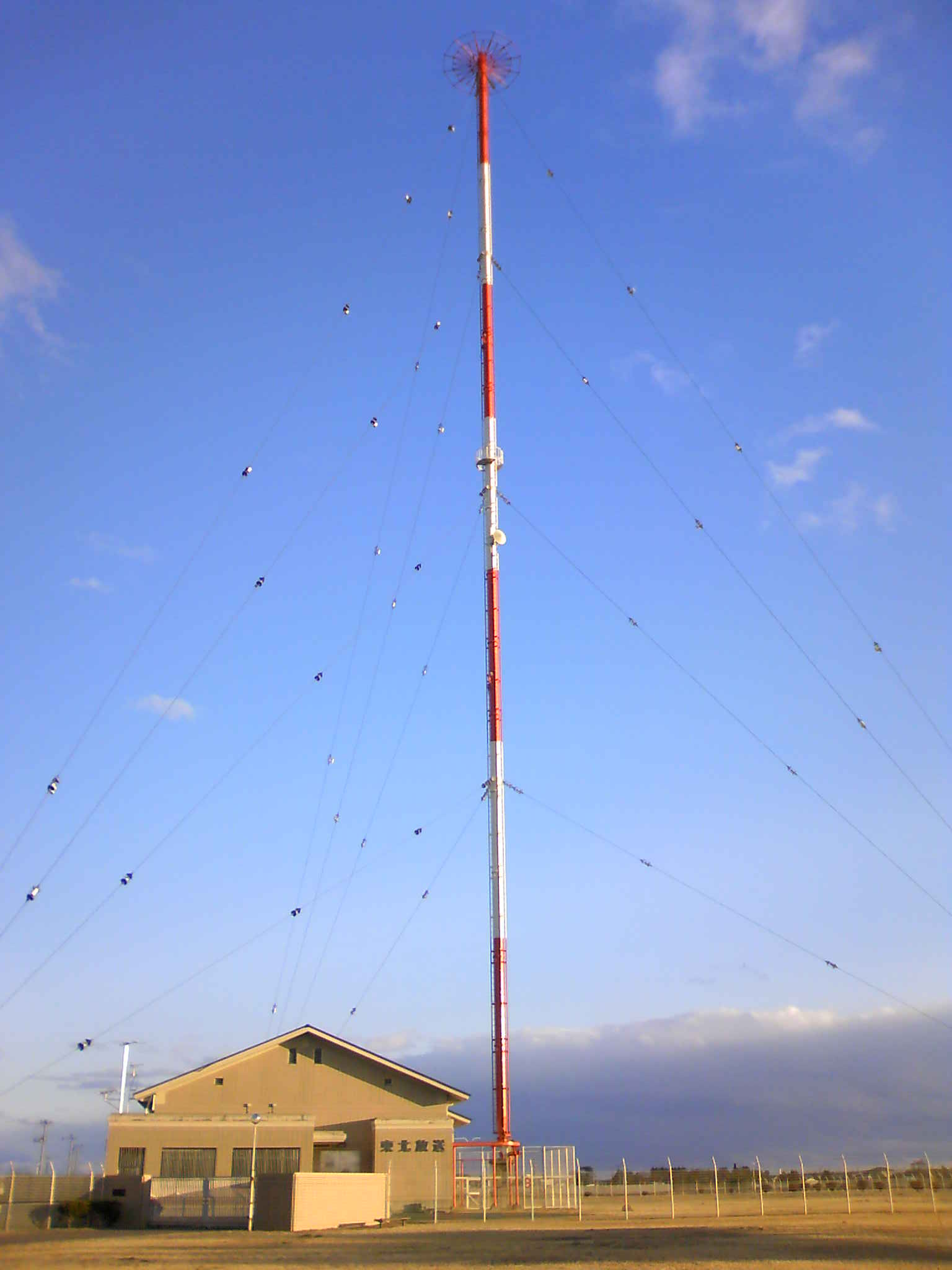
東北放送荒井ラジオ送信所

AMラジオ送信所は当初本社内に置かれたのち（テレビ放送開始後はアナログテレビ送信所と共用）、黒川郡富谷町（現・富谷市）に移転して1972年3月1日に運用を開始。その後、仙台市若林区荒井字瀬戸川北15番2号に再移転、「東北放送荒井ラジオ送信所」として1990年10月1日に運用を開始した（太陽光発電設備併設）。
| JOIR | 1260kHz | 20kW | 宮城県 | 約865,000世帯 |

- ラジオのサービスエリアは宮城県全域、福島県、山形県、岩手県の一部に広がり、区域内世帯数は約183万世帯に及ぶ。メディアプロフィール[リンク切れ]また、茨城県沿岸部、千葉県銚子市でも聴取できる。
- なお、ラジオ放送の周波数は国際電気通信連合協定で1978年（昭和53年）11月23日の放送開始時[注 18]から10kHz単位から9kHz単位に変更することになった。しかしTBCの1260kHzは10でも9でも割り切れる数字であったので変更されなかった[注 19]。

| ラジオ中継局 | ラジオ中継局 | ラジオ中継局 | ラジオ中継局 |
| 中継局       | コールサイン | 周波数       | 出力         |
| ------------ | ------------ | ------------ | ------------ |
| 気仙沼       | JOIO         | 801kHz       | 100W         |
| 鳴子         | [ 注 21 ]    | 1557kHz      | 100W         |
| 志津川       |              | 1215kHz      | 100W         |

FM補完放送

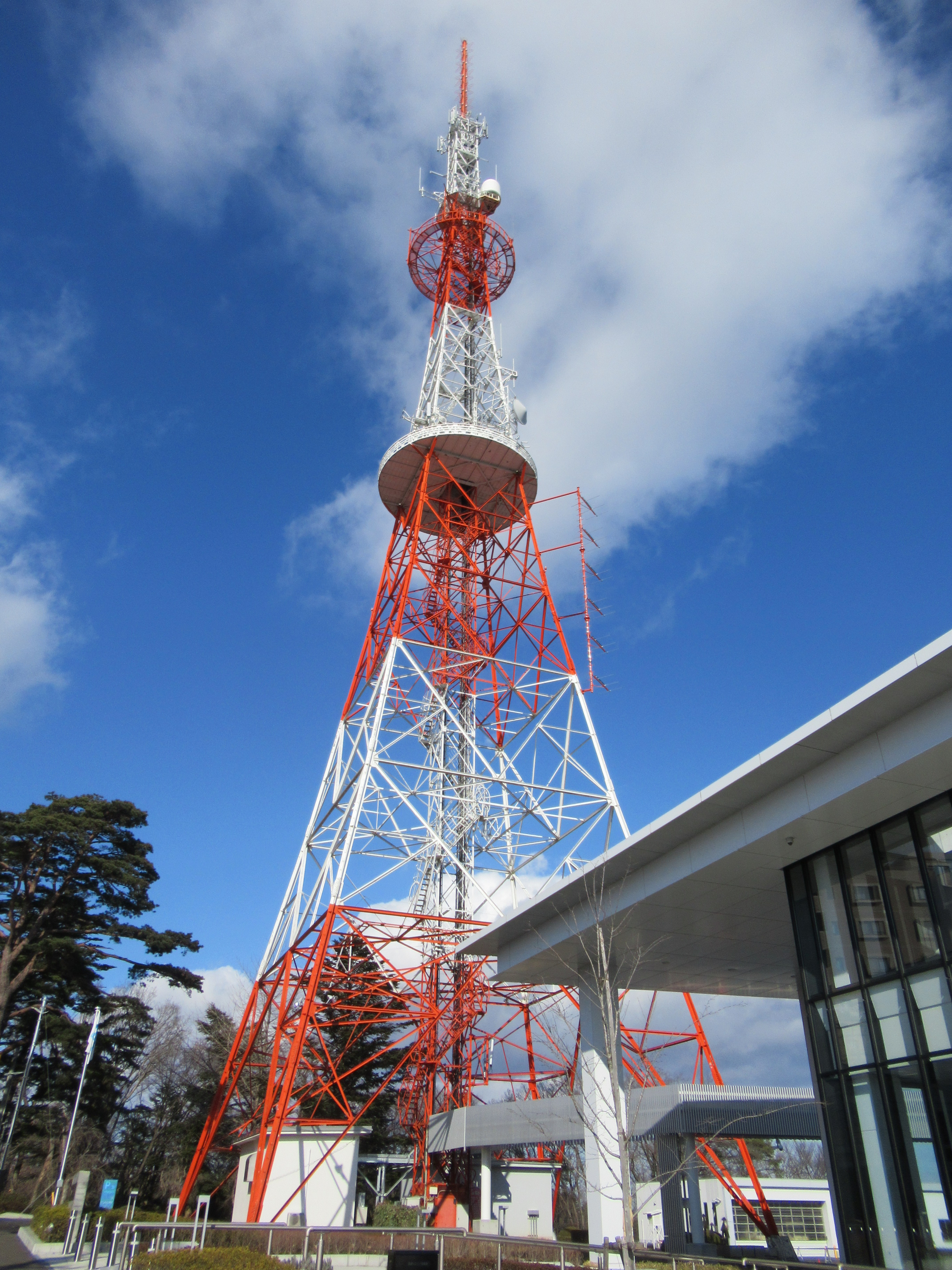
FM補完放送兼電波送信用鉄塔（敷地内）

- 2016年（平成28年）6月30日、総務省にFM補完放送の免許を申請[33]。10月18日に予備免許が交付され、本社構内にある鉄塔を利用して、2017年（平成29年）5月1日に本放送を開始した[34][43]。

| 93.5MHz | 5kW | 22kW | 宮城県 | 848,129世帯 |

#### トンネル内ラジオ再送信サービス実施箇所
- 東北自動車道一関トンネル・平泉トンネル。

地元局のIBCラジオ（盛岡親局684kHz）と共に親局1260kHzを再送信。
- 山形自動車道笹谷トンネル（隣県のYBCラジオ918kHzも再送信）。
- 三陸沿岸道路鴇波トンネル・登米志津川トンネル・新井田1号トンネル・新井田2号トンネル・新井田3号トンネル・清水トンネル・大浦トンネル・大峠山トンネル・新唐桑トンネル・霧立トンネル。
- 三陸沿岸道路小原木長部トンネル（隣県のIBCラジオ大船渡局684kHzも再送信）。
- 国道45号気仙沼バイパス内の安波山トンネル・田中トンネル・唐桑トンネル。
- 国道45号利府町地内の須賀第1トンネル・須賀第2トンネル・浜田トンネル。
- 国道45号松島町地内の松島トンネル。
- 国道48号仙台西道路内の川内トンネル・青葉山トンネル。
- 国道108号仙秋鬼首トンネル（隣県のABSラジオ浅舞局1485kHzも再送信）。
- 宮城県道22号仙台泉線将監トンネル。
- 宮城県道264号大衡仙台線北山トンネル

## テレビ
当局ではリモコンキーIDに「1」を使用する。

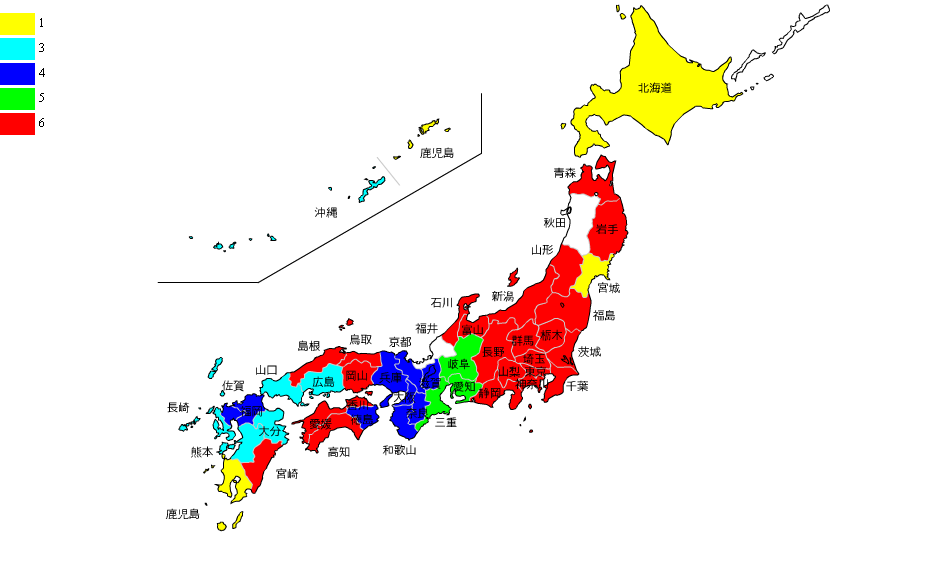
JNN系列のリモコンキーID地図

東北6県の民間放送では他に、青森県のRAB青森放送（日本テレビ系列）が「ID:1」を使用する（残る東北4県の「ID:1」はNHK総合テレビジョン）。
キー局であるTBSテレビのリモコンキーはTBSテレビ・岩手県のIBC岩手放送・石川県のMRO北陸放送の各アナログ親局を踏襲した「6」（他系列だが関西地方のABC朝日放送テレビもアナログ親局と同じ「6」を踏襲）を使用しているが、東北放送では長年「1チャンネル」で親しまれているためそのまま「1」を踏襲している。
TBS系列では他に北海道のHBC北海道放送と鹿児島県のMBC南日本放送もアナログ親局と同じ「1」を踏襲している。
同じ理由で関西地方のMBS毎日放送と福岡県のRKB毎日放送が「4」を、
東海3県のCBCテレビが「5」を踏襲している。
TBS系列標準（一部のテレビ朝日系列局も）の「6」を使用する局は宮城県にはない。

### 情報カメラ設置場所
- 仙台駅前 駅併設のホテルメトロポリタン仙台屋上、NHK仙台放送局も同一場所に設置。
- 桜ヶ岡市街地住宅 定禅寺通り西端の高層住宅屋上、定禅寺通りのほか仲ノ瀬橋の下部を通る仙台西道路の混雑状況をも映し出す。TBC気象台用の気象観測機器設置。
- 仙台空港 旅客ターミナルに設置。
- 塩釜港
- 気仙沼港 ホテル気仙沼プラザ屋上、NHK仙台放送局、東北放送、仙台放送、ミヤギテレビがカメラを設置。
- 南三陸町 ホテル観洋屋上。

その他、TBC本社の屋上にも置かれていたことがあるほか、女川町にも情報カメラを設置。

### ネットワークの移り変わり
- 1959年（昭和34年）
  - 4月1日 - 東北地方初のテレビ放送開始。日本テレビ・ラジオ東京テレビ（現：TBSテレビ）・フジテレビ・NETテレビ（現:テレビ朝日）とネットを組む。
  - 8月1日 - ニュースネットワークJNNに加盟。ニュースはラジオ東京テレビ、それ以外はTBSテレビ系番組を中心としたフリーネットとなる。
- 1962年（昭和37年）10月1日 - 仙台放送（OX）開局によりフジテレビ系列の番組と極一部を除く日本テレビ系列の番組が姿を消す。NETテレビの番組の多くも移行。
- 1967年（昭和42年）6月 - 民間放送教育協会（民教協）に加盟。
- 1970年（昭和45年）10月1日 - 宮城テレビ（MTB）[注 7]の開局により最後まで残っていた日本テレビ系列の番組が姿を消す。NETテレビの番組も一部を残し移行。
- 1975年（昭和50年）
  - 3月31日 - JNNの準キー局が腸捻転解消により朝日放送（ABC）から毎日放送（MBS）のへ変更。宮城テレビ・仙台放送と番組を交換し関西発全国ネット番組が毎日放送に統一。ただし、一部の朝日放送制作番組は後述まで番組販売で継続した。
  - 10月1日 - 東日本放送（KHB）の開局により残っていたNETテレビの番組（※ 民教協制作分を除く）が姿を消す。

### 編成
民間放送局では東北地方で最も早く開局した老舗であるものの、ブロックネット番組の制作は少なく、最後発の東日本放送（テレビ朝日系）が東北地方（新潟県を含む）において、多くのブロックネット番組を制作しているものとは対照的である。子供向け科学番組『ふしぎのトビラ』（2006年（平成18年）3月25日より月1回放送）で久々にブロックネット番組を開始した。
TBSテレビ制作朝の情報番組（『ウォッチ!』→『朝ズバッ!』→『あさチャン!』→『THE TIME,』）の第2部後半部分にあるローカル枠で自社制作の情報番組『ウォッチン!みやぎ』の差し替えを行っている。2005年（平成17年）3月末より、この時間帯をローカル枠に差し替えている放送局は東北放送のみである。
14時台は1980年代に『ワイドYOU』など毎日放送制作のワイドショー番組が東北地方で初めてネットされ、2005年（平成17年）4月から2006年（平成18年）3月17日まで、自社制作の情報ワイド番組『2時のチャイハネ』を放送していた。
宮城県にはテレビ東京系列が存在しないため、主に深夜帯や週末を中心にテレビ東京系列の番組を放送している。
日本プロ野球（NPB）公式戦の中継については、TBS系列でDeNA（TBSテレビ制作）・中日（CBCテレビ制作）・阪神（毎日放送制作）・広島（中国放送・TBSテレビ共同制作）対巨人戦を放送する時でも、東北放送では自社制作による東北楽天ゴールデンイーグルス戦（ホーム･ビジターを問わず）を中継することがある（この場合、タイトルは『直球勝負! イーグルスLIVE』に変わる）。その場合、対巨人戦はBS-TBS・TBSチャンネル（阪神対巨人戦はGAORAでTigers-ai制作分を放送）でも視聴可能となっている。
ゴールデンタイムにナイター中継を放送する場合、CBCテレビ・毎日放送・中国放送・RKB毎日放送とは異なり（毎日放送とRKB毎日放送はごく一部の日程のみ）、かつてはJNN協定に「単発特別番組など特例や一部の連続番組を除き、後日放送を行うことは認められない」という規定があった関係で、通常番組を差し替えて放送することを避けているため、地元にプロ野球球団が存在する北海道放送でも同様の対応となっている。そういう事情もあり、水曜日や週末などのローカル枠のみで放送している。
在仙局の中ではいち早く深夜アニメに力を入れた局であり、TBCで初めて放送された深夜アニメは毎日放送が深夜アニメに本格的に参入した作品である『フォーチュン・クエストL』。また、『砂ぼうず』『RAY THE ANIMATION』の制作にも参加した（在仙局で制作参加の実績がある放送局はTBCのみ）。2020年4月からは水曜未明（火曜深夜）（2023年10月からは金曜未明（木曜深夜））にローカル深夜アニメ枠『寝られなアニメ』を設置したが、2024年3月をもって廃止され、以降は系列全局ネット枠を除いて散発的な放送となっている。
週末朝の『（みのもんたの）サタデーずばッと』の『JNNニュース』部分以外・『時事放談』はいずれもネットしていなかったが、2010年（平成22年）5月1日から『サタずば』は従前の第1部の『JNNニュース』部分（6:30 - 6:45）のみではなく、第2部（6:45 - 7:30）も新たに同時ネットするようになった。その後も『報道LIVE あさチャン!サタデー』（第2部のみ）→『上田晋也のサタデージャーナル』→『まるっと!サタデー』とネットを続け、2024年現在も『夜明けのラヴィット!』を同時ネットしている。
一部のTBS系列局で放送されたドラマ『アキハバラ@DEEP』は、東北放送ではなくテレビ朝日系列の東日本放送が番組販売の形で放送した。
深夜のフィラーは他のJNN系列局の多くで放送しているCS放送の『TBS NEWS』ではなく、情報カメラの映像（仙台駅前の映像を使用することが基本的である）と最新の天気概況・宮城県のアメダスデータを流している。また、フィラー音楽のタイトル（アルバム名）は公式サイトで公開されている（『歌う天気予報』）。ただし、放送設備の点検や小規模工事により休止する場合もある。

### 送信施設概要

#### 地上デジタル放送
太白区茂ヶ崎3丁目11番1号の大年寺山公園南に置局されている（NHK仙台放送局、東日本放送と共同）。
| 仙台デジタル放送送信所 | 仙台デジタル放送送信所                | 仙台デジタル放送送信所 | 仙台デジタル放送送信所 | 仙台デジタル放送送信所 | 仙台デジタル放送送信所 | 仙台デジタル放送送信所 | 仙台デジタル放送送信所 |
| コールサイン           | コールネーム                          | リモコンキーID         | 物理チャンネル         | 空中線電力             | 実行輻射電力           | 放送対象地域           | 放送区域内世帯数       |
| ---------------------- | ------------------------------------- | ---------------------- | ---------------------- | ---------------------- | ---------------------- | ---------------------- | ---------------------- |
| JOIR-DTV               | とうほくほうそう デジタルテレビジョン | 1                      | 19ch                   | 3kW                    | 22kW                   | 宮城県                 | 約701,000世帯          |

##### 中継局一覧
- 涌谷 [注 31]19ch（垂直偏波）
- 気仙沼 23ch
- 白石 22ch
- 栗駒 22ch
- 志津川 18ch
- 蔵王遠刈田 44ch
- 鳴子 27ch
- 秋保 44ch
- 村田 45ch
- 石巻石巻 41ch
- 小野田宮崎 44ch
- 登米 40ch
- 白石越河 44ch
- 気仙沼鹿折 18ch
- 小原七ヶ宿 44ch
- 唐桑早馬 32ch
- 鳴子鬼首 42ch
- 牡鹿 44ch
- 花山 44ch
- 女川 31ch
- 東和米川 22ch
- 唐桑大沢 23ch
- 岩沼志賀 44ch
- 岩沼上志賀 44ch
- 歌津港 46ch（垂直偏波）
- 歌津田の浦 46ch
- 女川清水 22ch
- 石巻祝田 45ch
- 丸森五反田 42ch
- 丸森石神 41ch
- 大張 22ch
- 気仙沼八瀬 53ch
- 羽出庭 22ch
- 東鳴子 46ch
- 嵯峨立南 22ch
- 津山横山 42ch
- 津山石貝 45ch（垂直偏波）
- 津山入沢 45ch
- 気仙沼前木 35ch
- 小野田青野 33ch
- 柴田船迫 22ch
- 篦岳東 40ch
- 東和嵯峨立 45ch（垂直偏波）
- 松島高城 40ch

#### 地上アナログ放送
2012年（平成24年）3月31日停波。

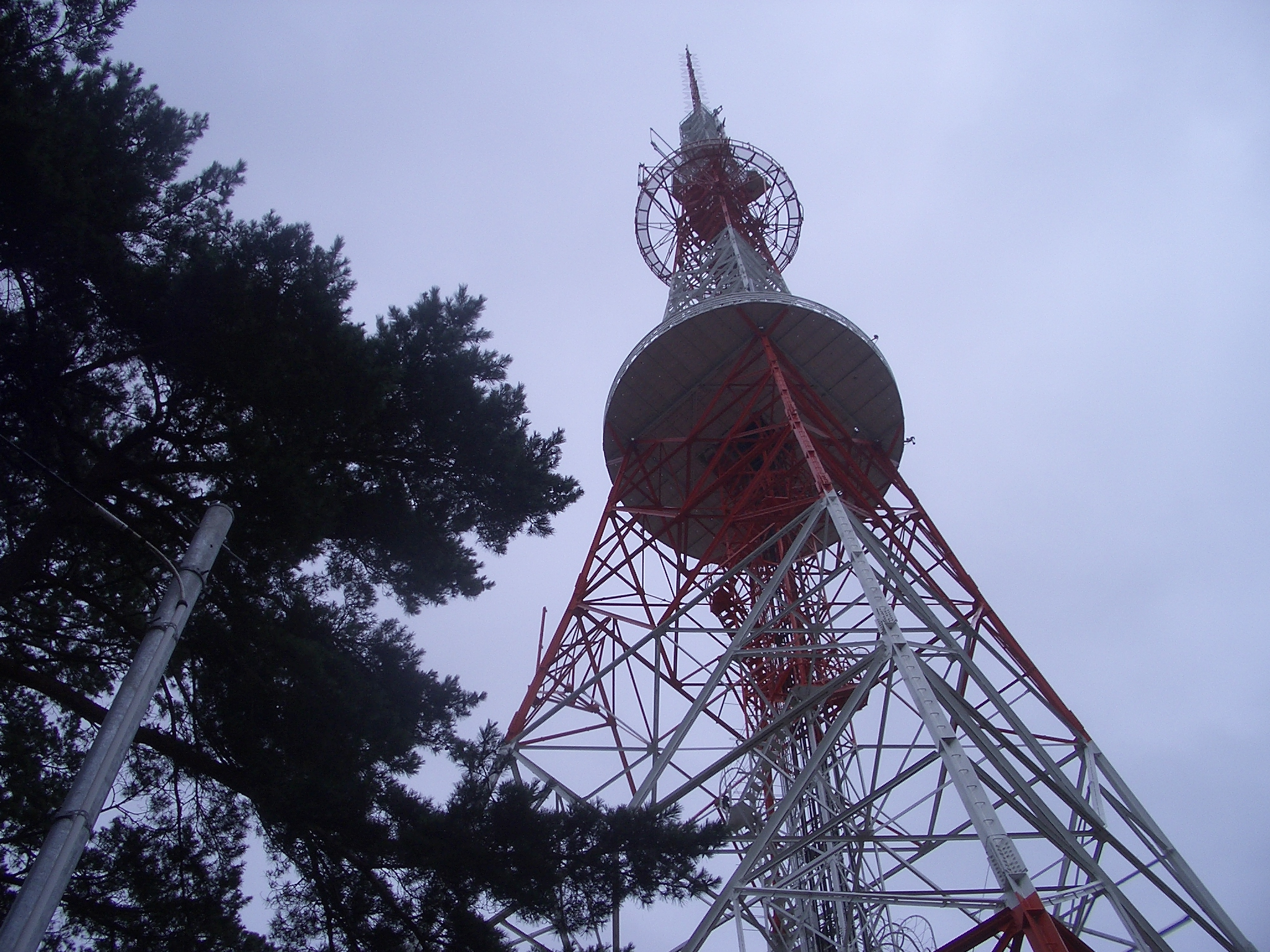
本社敷地内にあった地上アナログ放送送信用鉄塔（2008年8月撮影）

本社の敷地内には地上アナログテレビジョン放送の送信所が置かれていた。
| 仙台アナログ放送送信所 | 仙台アナログ放送送信所 | 仙台アナログ放送送信所 | 仙台アナログ放送送信所 | 仙台アナログ放送送信所 | 仙台アナログ放送送信所 | 仙台アナログ放送送信所 |
| コールサイン           | チャンネル             | 空中線電力             | 実行輻射電力           | 放送対象地域           | 放送区域内世帯数       |                        |
| ---------------------- | ---------------------- | ---------------------- | ---------------------- | ---------------------- | ---------------------- | ---------------------- |
| JOIR-TV                | 1ch                    | 映像10kW/ 音声2.5kW    | 映像78kW/ 音声19.5kW   | 宮城県                 | 不明                   |                        |

- 送信所の鉄塔には、「トリシャイン」という愛称が付けられていた時期がある。
- 自社の中継用設備などが設置されており、2012年（平成24年）3月31日の地上アナログテレビジョン放送終了後も活用されている。
- ソフトバンクの第3世代移動通信システム用の基地局も、鉄塔の中段に設置されている。
- 鉄塔はTBCラジオのFM補完放送としての運用を行っている。
- 旧アナログテレビ放送の送信施設は、V-Lowマルチメディア放送実験協議会の実験試験局として利用される。

| 免許人                                | 識別信号                       | 周波数                             | 空中線電力 | 実行輻射電力 |
| ------------------------------------- | ------------------------------ | ---------------------------------- | ---------- | ------------ |
| 宮城V-Lowマルチメディア放送実験協議会 | みやぎせんだいぶいろうじっけん | 91.857142MHz アナログテレビ1ch相当 | 1kW        | 不明         |

##### 中継局一覧
2012年（平成24年）3月31日廃局。東日本大震災の影響で、岩手県・宮城県・福島県のアナログ放送終了が8か月延期された。
- 気仙沼 4ch（垂直偏波）
- 鳴子 9ch
- 白石 10ch
- 栗駒 10ch
- 唐桑早馬 36ch
- 岩沼上志賀 37ch
- 志津川新井田 40ch
- 女川鷺神 40ch
- 西塩釜 40ch
- 歌津田ノ浦 41ch
- 津山横山 41ch
- 女川清水 41ch
- 蔵王遠刈田 41ch
- 大張 42ch
- 牡鹿 43ch
- 秋保 43ch
- 宮城吉成 44ch（垂直偏波）
- 柴田船迫 45ch
- 気仙沼鹿折 46ch
- 豊里 47ch
- 気仙沼前木 48ch
- 給分浜 49ch
- 花山 51ch
- 登米 52ch
- 歌津港 52ch（垂直偏波）
- 唐桑大沢 53ch
- 女川 53ch
- 気仙沼八瀬 53ch
- 鳴子鬼首 53ch
- 羽出庭 53ch
- 丸森五反田 53ch
- 東鳴子 54ch[注 34]
- 泉七北田 54ch
- 丸森石神 54ch
- 石巻祝田 54ch
- 東和米川 55ch
- 志津川 55ch
- 小原七ヶ宿 55ch
- 津山入沢 55ch
- 小野田青野 55ch
- 小野田宮崎 56ch
- 東和嵯峨立 56ch（垂直偏波）
- 津山石貝 56ch（垂直偏波）
- 東塩釜 56ch
- 白石越河 56ch
- 雄勝大須 57ch
- 石巻 59ch
- 塩釜藤倉 59ch（垂直偏波）
- 気仙沼安波 60ch
- 岩沼志賀 60ch
- 村田 60ch

廃止された中継局
- 女川浦宿 41ch（2001年（平成13年）3月31日廃局）

#### ケーブルテレビによる区域外再放送
ケーブルテレビによる区域外再放送は現在行われていない。かつては、以下の局で実施されていた。
ニューメディア（山形県米沢市）
2006年（平成18年）11月に地上デジタル放送混信対策として中止。だが、受信点（天元台高原）において仙台本局の電波を受信していたので、実際には地上デジタルによる混信が発生していなかった（むしろ、山形放送眺山中継局の混信がひどかった）。実際には、ケーブルテレビ局側の都合による区域外再放送中止とも考えられる。
一関ケーブルネットワーク（岩手県一関市）
1996年（平成8年）10月に岩手朝日テレビの開局で中止。ただし、この地域は仙台本局を直接受信できる世帯もある。

## 公式YouTube
- tbc東北放送　公式YouTube（2011年（平成23年）5月 - ）tbcの復興支援キャンペーン「絆 みやぎ」の一環。番組の情報などを配信している。
  - 2024年4月1日に、「tbc東北放送〜絆みやぎch」から名称を変更。
- 杜の放送局（2020年（令和2年）11月 - 2024年（令和5年）4月）古野真也アナウンサーが中心となり2020年（令和2年）11月11日開局。tbcのアナウンサーなどが出演し、個性を生かして様々な動画を配信していた。撮影・編集は古野アナが担当していた。
  - 2024年4月1日放送のラジオ番組「佐藤朱の月YOH!あかり」内でtbc東北放送〜公式Youtubeチャンネルへの統合を発表した。

## 地域ニュースの動画配信
宮城県内ニュースはかつて文字配信のみだったが、現在は動画配信も実施（ただし1日1回、夕方放送分のみ）。

## アナウンサー・社員
テレビ・ラジオの兼営局である東北放送では、アナウンス部がラジオ局に属している。テレビ放送部門の番組にも出演しているアナウンサーの管理部署をラジオ放送部門に配置している兼営局は、東北放送と中国放送だけである。また、初期アナウンサーの教育担当に高橋博、坂本荘、中村要輔が関わった。
2022年には、2月末の時点で19名の社員がアナウンス職に就いていたが、およそ3割に当たる6名が翌3月からの半年間に相次いで退職。2023年に入ってからも、1月からの3か月間に2名が退職（1名は他局へ移籍）したほか、2018年から2021年までの3年間で7名の退職者を出していた（詳細後述）。2022年9月の時点で代表取締役社長を務めている一力敦彦は、（アナウンサーを含む）社員の労務管理で仙台労働基準監督署からの指導を遵守していることや、手当の支給などを通じてアナウンサーの待遇を他の社員よりかねてから良くしていることを明言。2022年内の半年間にアナウンサーの退職が続いた理由については、「退職に至った事情はさまざまで、退職のタイミングが偶然重なっただけに過ぎない」と述べている。なお、2023年には2月から5名のアナウンサーを順次採用しているが、3名は上記の事情による「経験者の中途採用」扱いで他局から移籍している。
以下に記す（ ）内の数字は、一般職で採用された後にアナウンス部へ異動した人物を含めて、東北放送へ入社した年を示している。

### 男性
- 1992年 根本宣彦 - ラジオ局アナウンス部長、FM新潟より移籍
- 2000年 佐々木淳吾 - ラジオ局アナウンス部専任部長（2020年4月 - ）
- 2002年 松尾武 - ラジオ局アナウンス部専任部長（2022年4月 - ）
- 2005年 守屋周
- 2008年 飯野雅人 - 福島放送より移籍、ラジオ局アナウンス部専任部長（2023年4月 - ）
- 2013年 林田悟志
- 2017年 後藤舜
- 2023年 坂寄直希（2月、福島放送より移籍） 、 玉置佑規（4月、長崎文化放送より移籍）
- 2024年 三保谷元

### 女性
- 2009年 大久保悠
- 2016年 熊谷望那
- 2018年 増子華子
- 2021年 佐藤朱 - 一般職で採用された後に、営業担当を経て2022年10月に異動[52]。入社前にAKB48（チーム8宮城県代表/チームB）で活動していて、在籍中の2016年12月から宮城県の「みやぎ絆大使」を務めている。
- 2023年 村上晴香（3月、秋田朝日放送より移籍）、佐々木夏音、塩入未央
- 2025年 上中咲葵、西村美穂

### ストライキ
- 年1回程度、アナウンサーが揃って担当のレギュラー生番組の出演を休むことがある。
- 直近では2010年3月11日に実施し、レギュラーのアナウンサーに代わって管理職であるアナウンサーに予告無しに変更になった。

### 異動・退職者
※はアナウンス部長経験者。●は故人（在職中に死去した人物も含む）。

#### 男性
- 1958年 
  - 深澤弘●（ - 1964年、ニッポン放送→フリーと歩み、新潟県民エフエム放送（FM PORT）東京支社長、音響芸術専門学校講師等を歴任した。2021年9月8日死去[53]）
- 1959年 
  - 吉岡徹也（ - 1996年定年退職、宮城球場ロッテ戦のメイン実況アナとして活躍。定年後に岩手朝日テレビの夏の高校野球中継で実況を担当していた。また『おはよう広場』川柳教室や、ラジオ3の番組『川柳575便』を担当していた）
- 1961年
  - 佐藤辰雄（IBC岩手放送より移籍、後にR『男女りすなぁ若者語』を含むTBCラジオのディレクターとして長年活躍）
- 1965年 
  - 小野忠一郎●（ - 1992年、R『モーニングワイドおはよう』（土曜日担当）、『民謡でごきげん』、TV『クイズみやぎ東西南北』など。1992年の在職中、病気のため死去した）
  - 船坂徐郭（ - 2002年定年退職）
- 1967年 
  - 高橋厚※（ - 2003年定年退職、R『ジャンボリクエストAMO』『ウィークエンドワイド Now!Now!Now!』『週刊ラジオデスク』など。定年退職後は山元町在住。東日本大震災で誕生した、同町のコミュニティFM（臨時災害放送局）「りんごラジオ」のパーソナリティを担当）
  - 安田立和●（R『今夜もきまぐれ』『POPSグラフィティ』など。2008年6月まで常勤監査役。同年秋より『Radio倶楽部』パーソナリティとして約10年ぶり現場復帰。2022年11月29日死去[54][55]）
- 1971年 
  - 鈴木俊光※（ - 2010年定年退職、RSK山陽放送から移籍。一時期異動したが、定年退職後に嘱託でアナウンサーへ復帰。退職後も『めざましラジオ 〜5時です、朝いちばん〜』、およびニュースを担当。2016年10月よりラジオ3制作で東北地区のコミュニティFM局にもネットしている番組「川柳575便」を担当している）
  - 森雅一郎（ - 2008年定年退職、退職後も嘱託でニュースを担当していた）
- 1974年 
  - 火煙雅之●（ - 2014年定年退職、R『エンドーミュージックショーウインドウ』『ポップスNight&Day』など各種番組を担当。東京支社ラジオ部長、事業局長を歴任。退職後も、嘱託として総務局付き（特命担当）として勤務していた。2023年12月20日死去[56]）
  - 橋本俊一（ - 2011年定年退職、R『スタジオ緑屋7』『モーニングワイドおはよう』『週刊地震情報』『TBCプロムナード』、TV『ニュースウェーブTBC』『クイズみやぎ東西南北』等の各種番組を担当後、東京支社報道・テレビ制作部・番組審議会事務局を担当。退職後、日本語教師として仙台ランゲージスクールの非常勤講師をしていたが、2013年3月 - 2015年7月まで中国の大連科技学院で教鞭をとっていた。帰国後、仙台ランゲージスクールの非常勤講師に復帰している）
- 1975年 
  - 福井弘文（ - 2016年定年退職、『サンデーテレフォンリクエスト』『ラジオはAM翔んでけ電波』『ニューミュージックキラリ』『アルバムフラッシュ』、『Music☆Twinkle』などを担当していた。アナウンサーからラジオ局編成制作部局付部長を担当。2019年10月よりTBCラジオ『青春フォーク漂流記〜あの時代を語ろう』を担当）
- 1977年 
  - 草刈裕之（ - 2014年定年退職、異動後、ベガルタ仙台広報担当（出向）、報道部解説委員、テレビ制作部長、事業局長等を歴任した）
- 1978年 
  - 若生哲旺※（ - 2015年定年退職、退職後もTV『ウォッチン・プラス』等でナレーションを担当）
- 1980年 
  - 加藤憲一（定年退職、IBC岩手放送より移籍）
- 1982年 
  - 石川太郎（ - 2020年定年退職、元アナウンス部付部長。定年退職後も『ラジオな気分フライデー』等の番組を担当している）
  - 渡辺敏之（現：ラジオ局編成制作部長。「サタディ・イン・ザ・パーク」パーソナリティ）
- 1983年 
  - 佐藤修（ - 2020年定年退職、スポーツ部部長（スポーツ番組・制作）就任後もスポーツ実況及びスポーツキャスター活動は継続していたが、2020年3月31日をもって定年退職[57]。仙台大学体育学部の教授へ転身。転身後もRakuten FMの楽天戦実況を担当している）
- 1989年 
  - 田沼佳之（現：スポーツ部（スポーツ番組プロデューサー・リポーター））
- 1995年 
  - 小林徹夫（現：九州朝日放送アナウンサー）
- 1997年 
  - 石黒新平（ - 2003年、退職後、→圭三プロダクション所属→ニッポン放送スポーツ部アナウンサー→圭三プロ復帰→広島ホームテレビ契約アナウンサー→フリー→圭三プロ復帰）
- 2001年 
  - 多田勇太（現：報道部記者）
- 2003年 
  - 大井健郎（テレビ北海道より移籍。現：ラジオ局営業部）
- 2004年 
  - 山本義幸（ - 2012年3月、退職後にTBSスパークル所属のフリーアナウンサーとして、『ひるおび!』（TBSテレビ）の中継リポーターなどを歴任）
- 2005年 
  - 三橋泰介（ - 2010年、岩手朝日テレビより移籍）
- 2011年 
  - 伊藤晋平（ - 2022年9月）
- 2012年 
  - 菅生翔平（ - 2022年3月、退職を機に白石市で学習塾の講師へ転身したが、2022年は『TBCパワフルベースボール』の実況・リポーターを、フリーアナウンサーの立場で継続していた）
- 2014年 
  - 小笠原遥（ - 2018年12月、俳優として活動している）
- 2016年 
  - 黒田直樹（ - 2022年4月）
  - 古野真也（現：営業部）
- 荒井益次●（定年退職）
- 池田赳※
- 加藤俊弘（TV『TBCニュースワイド』のキャスターを担当）
- 紀田正昭（R『スタジオ緑屋7』などを担当）
- 山下正晴
- 西川通※（定年退職、1971年4月より1年間、TBSテレビ報道部へ出向し、『JNNニュースデスク』のキャスターを担当した[58]。TBCの復帰後はTV『TBCニュースワイド』のキャスター、解説委員会委員長も務めた）

#### 女性
- 1960年 
  - 小野祐子（ - 1998年定年退職、定年後に無明舎出版より『夏の声を聴いた―再見八月十五日』『私のかぐや姫』の書籍を出版）
- 1967年 
  - 岡崎トミ子●（ - 1990年、地元局のラジオ福島でアナウンサーを務めた後に入社。退職後に衆議院議員2期、参議院議員3期、2011年に国家公安委員会委員長に就任する。参院選落選後の2017年3月19日死去[59][60]）
  - 高荒葵（定年退職を機にフリーアナとなり、2005年（平成17年）秋からラジオのレギュラー番組『葵と団十郎のサンデーAMO』を担当した）
- 1968年
  - 高橋千明
- 1971年 
  - 堀江順子（ - 2009年）
- 1975年 
  - 横尾靖恵（総務局総務部局付部長兼経理部局付部長を務めた後、退職）
- 1979年 
  - 郡和子（旧姓高橋／ - 2005年8月、解説委員も務めた。退職後に衆議院議員4期歴任。2017年7月に仙台市長選挙に立候補し、第18代仙台市長に当選）
  - 藤沢智子※（女性初の取締役。非常勤取締役を経て、取締役退任。2021年4月からは「tbc Az」代表取締役社長に就任。2024年定年退職）
- 1983年 
  - 長谷川恵子
- 1985年 
  - 菅家真奈紀（ - 1992年、『ザ・ベストテン』TBCおっかけウーマン、『朝のホットライン』TBCホットラインアナなどを担当。また、『ザ・ベストテン』花の女子アナ大会にも出演し、開会宣誓を担当した。退職後にテレビ埼玉契約アナウンサー）
- 1991年 
  - 中野文恵（ - 2005年、ラジオドキュメンタリー番組『玉音放送 60年目の夏』が、平成17年度（第60回記念）文化庁芸術祭ラジオ部門の大賞を受賞。その後ラジオ局編成制作部に異動したが、退職）
- 1992年 
  - 田村恵子（旧姓鈴木、2015年4月より2019年3月までTBCラジオ『サンセット・ムーン』担当。2016年4月より2020年3月まで『ロジャー大葉のラジオな気分』金曜スタジオ担当）
- 1994年 
  - 大木香乃（ - 2000年）
- 1995年 
  - 澤知香（大阪市の出身で、高校生時代に『MBSヤングタウン』（地元局・毎日放送の深夜番組）で日曜日に西川のりおのアシスタントを務めていた。TBCからの退職後は、地元の関西地方でフリーアナウンサー（さわともか）として活動）
- 1997年 
  - 藤原優子（現在は宮城県立高校の英語教員）
  - 宮坂珠理（ - 2001年、退職後ぷろだくしょんバオバブ所属の声優を経てCS局プロデューサー、現在はメディア・スタッフのフリーアナウンサー）
- 1999年 
  - 田添菜穂子（ - 2006年3月、同年4月より東京でフリーアナ）
- 2000年 
  - 宮田敬子（ - 2008年、2009年4月に『COLORS』水曜パーソナリティとして復帰。現在はTBCラジオ「Sunday Soundscape」担当）
- 2001年 
  - 根本美緒（ - 2004年、入社前には女性デュオ「sus4」のメンバーとして歌手活動を行っていた。在職中に気象予報士の資格を取得。現在は三桂所属）
- 2002年 
  - 生駒夕紀子（ - 2007年9月、2007年10月より2009年3月まで日テレNEWS24キャスターを務めた）
- 2004年 
  - 大徳絵里（ - 2008年3月、TBSアナウンサー・蓮見孝之の妻。退職後2009年1月まで圭三プロダクション所属）
- 2005年 
  - 安東理紗（ - 2022年3月）
- 2006年 
  - 川尻友紀子（ - 2011年、テレビ埼玉より移籍）
- 2007年 
  - 名久井麻利（ - 2023年1月、退職後はフリーアナウンサー、広報・PRプロデューサー）
  - 柳瀬若菜（ - 2010年、青森朝日放送→愛媛朝日テレビより移籍。TBCでは有期契約社員で、契約満了につき退職。2011年4月から2012年9月まで青森放送アナウンサー[注 35]、2013年11月から2015年9月まで静岡放送テレビリポーター、2019年以降は秋田在住のフリーアナウンサー）
- 2008年 
  - 猪井操子（ - 2011年、テレビ大阪より移籍。TBCでもテレビ大阪に続いて有期雇用契約で所属していたため、TBCとの契約満了を機に、フリーアナウンサーとして東京で活動）
- 2009年 
  - 林朝子（ - 2021年5月）
- 2011年 
  - 粟津ちひろ（ - 2020年2月、『Nスタみやぎ』月・火・水曜 キャスター、『ロジャー大葉のラジオな気分』パーソナリティ・ラジオカー担当、『ランチボックス-L』木曜担当）
  - 菊地舞美（ - 2014年4月、退職後、日テレNEWS24キャスター）
- 2013年 
  - 薄井しお里（ - 2015年6月、現・リップ所属。グラビアアイドルとして活動している）
  - 袴田彩会（ - 2018年3月、姉はタレント葉加瀬マイ- スポーツ（レポーター）担当。『ウォッチン!みやぎ』月・火・水曜MC。『サンドのぼんやり〜ぬTV』2代目アシスタント。退職後、TBSニュースバードキャスター。YouTuber。2022年3月30日から、プロ野球ニュース（フジテレビONE）水曜→木曜MCを担当）
- 2014年 
  - 荒井美由起（ - 2018年3月、『Nスタみやぎ』月・火・水曜 キャスターを担当した）
- 2015年 
  - 鈴木実森（ - 2018年3月、スポーツ担当。病気療養休職後退職。退職後、圭三プロダクションに所属）
  - 斉藤百香（ - 2019年3月、『サタデーウォッチン!』MC （2018年3月まで）、『ウォッチン!みやぎ』・『サタデーウォッチン!』リポーター専属（2018年4月 - 2019年3月））
- 2018年 
  - 鎧坂文菜（ - 2022年7月、2021年4月に報道部より異動）
- 2019年 
  - 野口美和（ - 2023年3月、地元局のテレビ埼玉に移籍[61][62]）
- 2020年 
  - 三浦菜摘（ - 2022年8月、チールウッドガーデン所属の声優→科学コミュニケーター。夫はニッポン放送CP局所属の内田雄基アナウンサー（2025年8月 - [63]））
- 天野清子（定年退職、前衛芸術家・糸井貫二の妹）
- 及川弘子
- 小野美樹枝
- 杉崎祥子
- 高橋加代子（退職後、1975年10月から1977年9月まで『テレポートTBS6』の初代キャスターを担当。同姓同名でテレビ岩手出身のフリーアナウンサー・高橋佳代子ではない）
- 堀内睦子

### アノンシスト賞受賞歴
- 第1回（1975年度）テレビ「番組」部門優秀賞（杉崎祥子）
- 第4回（1978年度）テレビ「番組」部門最優秀賞（船坂徐郭）
- 第5回（1979年度）テレビ「番組」部門優秀賞（吉岡徹也）、ラジオ「番組」部門優秀賞（岡崎トミ子）、称揚（天野清子）
- 第6回（1980年度）テレビ「番組」部門優秀賞（小野祐子）
- 第7回（1981年度）ラジオ「番組」部門優秀賞（安田立和）、「CM」部門優秀賞（高橋厚）
- 第8回（1982年度）ラジオ「番組」部門優秀賞（福井弘文）、「CM」部門優秀賞（高橋和子）
- 第9回（1983年度）ラジオ「番組」部門優秀賞（船坂徐郭）
- 第10回（1984年度）テレビ「番組」部門優秀賞（堀江順子）、「CM」部門優秀賞（藤沢智子）
- 第11回（1985年度）テレビ「番組」部門優秀賞（安田立和）、ラジオ「番組」部門優秀賞（高荒葵）
- 第12回（1986年度）ラジオ「番組」部門優秀賞（火煙雅之）
- 第13回（1987年度）ラジオ「CM・ショッピング番組」部門最優秀賞（高荒葵・鈴木俊光）
- 第14回（1988年度）ラジオ「CM・ショッピング番組」部門優秀賞（藤沢智子）、称揚（吉岡徹也）
- 第15回（1989年度）ラジオ「CM・ショッピング番組」部門優秀賞（鈴木俊光）、称揚（小野忠一郎）
- 第16回（1990年度）ラジオ「CM・ショッピング番組」部門優秀賞（高荒葵・鈴木俊光・吉岡徹也）
- 第19回（1993年度）テレビ「番組」部門優秀賞（石川太郎）、ラジオ「CM」部門最優秀賞（鈴木俊光）
- 第20回（1994年度）テレビ「番組」部門優秀賞（藤沢智子）、「CM」部門優秀賞（中野文恵）
- 第21回（1995年度）テレビ「番組」部門優秀賞（堀江順子）、ラジオ「番組」部門最優秀賞（船坂徐郭）
- 第22回（1996年度）テレビ「番組」部門優秀賞（鈴木恵子）
- 第23回（1997年度）テレビ「番組」部門優秀賞（石川太郎）
- 第24回（1998年度）テレビ「番組」部門優秀賞（火煙雅之）、ラジオ「番組」部門優秀賞（佐藤修）
- 第26回（2000年度）テレビ「番組」部門優秀賞（中野文恵）
- 第27回（2001年度）テレビ「読み・ナレーション」部門優秀賞（藤沢智子）、ラジオ「CM」部門優秀賞（田添菜穂子）
- 第28回（2002年度）テレビ「読み・ナレーション」部門最優秀賞（若生哲旺）、「フリートーク」部門優秀賞（根本美緒）、ラジオ「読み・ナレーション」部門最優秀賞（郡和子）、「フリートーク」部門優秀賞（藤沢智子）、「スポーツ実況」部門優秀賞（佐藤修）
- 第29回（2003年度）活動部門賞
- 第30回（2004年度）ラジオ「スポーツ実況」部門最優秀賞（大井健郎）
- 第31回（2005年度）ラジオ「フリートーク」部門優秀賞（三橋泰介）、「スポーツ実況」部門優秀賞（松尾武）
- 第32回（2006年度）テレビ「読み・ナレーション」部門優秀賞（藤沢智子）
- 第33回（2007年度）テレビ「読み・ナレーション」部門優秀賞（三橋泰介）、「スポーツ実況」部門優秀賞（守屋周）、ラジオ「読み・ナレーション」部門優秀賞（藤沢智子）、「フリートーク」部門優秀賞（石川太郎）
- 第34回（2008年度）ラジオ「スポーツ実況」部門優秀賞（守屋周）
- 第37回（2011年度）活動部門賞
- 第40回（2014年度）テレビ「フリートーク」部門優秀賞（荒井美由起）
- 第41回（2015年度）ラジオ「フリートーク」部門優秀賞（守屋周）

### 社員
- 及川史弘 - スポーツ部長。1994年リレハンメルオリンピック男子シングル日本代表。
- 横山義則（2001年移籍） - 報道部記者。元岩手めんこいテレビアナウンサー。2002年4月から2007年3月まで『グッデイみやぎ』『ウォッチン!みやぎ』のMC、2013年4月から2016年3月まで『Nスタみやぎ』のキャスターを務めていたため、アナウンサーと混同することがあったが、東北放送のアナウンサーではない。解説委員としてラジオ番組『サンデーニュースチェック』にも不定期で出演していた。東京支社報道部長、東北映画制作取締役ドローン事業部長を歴任。
- 後藤健 - 報道部記者。『イブニング・ニュース TBC』元キャスター
- 尾崎尚之 - 2022年4月にtbc気象台よりスポーツ部に異動

#### 気象予報士
- 星野誠（上原諒が加入して一時報道部に専念したが、上原予報士の退職に伴い、2018年10月に復帰）
- 今野桂吾（2020年4月 - 、佐藤正則の異動に伴い、TBC気象台に加入）

#### 退職したアナウンサー以外の主な社員
- 斎藤恭紀（2002年 - 2008年3月） - 気象予報士。『ウォッチン!みやぎ』気象キャスターで私立TBC気象台の初代台長を務めた。TBC入社以前はウェザーニューズに在籍し、自社番組のほかテレビ朝日（県内では東日本放送）・ANN系列の『スーパーJチャンネル』の週末版で全国気象情報などを担当していた。TBC退社後に衆議院議員1期歴任。2014年1月より福島テレビ（FTV、FNN・FNS系列）ので気象情報の担当をしている。
- 山田典子 - 一般職（秘書）として入社。退職後はNST新潟総合テレビ等でアナウンサーを務める。
- 柴田文子 - スポーツ記者として入社。退職後はNHK福岡放送局の契約キャスターを経て、TBS NEWSのキャスターとして活動。
- 鈴木智恵 - 契約社員として入社。退職後は長野県を拠点に活動。
- 佐藤正則 - 2008年4月 - 2020年3月までtbc気象台。2020年4月より報道部に異動も2022年4月に尾崎尚之のスポーツ部異動に伴い、2年ぶりに復帰。愛称：マサくん。2023年3月退職。

### 宿直勤務担当アナウンサー
宿直勤務は従来局アナが担当していたが、2005年（平成17年）4月より原則としてフリーの女性アナウンサーが1年契約を結びニュースを担当していたが2016年6月を以て終了した。
2016年（平成28年）6月終了時点での担当者は次の通りである。
- 佐藤真貴（現在は月曜夕方から火曜朝の担当。かつては水曜夕方から木曜朝）2011年3月より担当

- エフエムたいはくでもパーソナリティを務める。
- 2013年3月までは水曜夕方から木曜朝までを担当。2013年4月から2013年6月までは月曜夕方から火曜朝まで担当。

- 山口祥未（現在は火曜夕方から水曜朝の担当。かつては木曜夕方から金曜朝、火曜夕方から水曜朝も担当することがある）2011年4月 - 10月、2012年3月より担当

- KHB『ナマイキテレビ』のリポーターやベガルタ仙台スタジアムDJも担当していた。

- 吹谷しのぶ（金曜夕方から土曜朝）2008年10月より担当

- 元エフエム青森や日本道路交通情報センター仙台所属のアナウンサーだった。2009年4月より9月までDate-fmの『Passage』（月・火）パーソナリティ。

#### 過去の担当者
- 中村法子 - 2005年4月 - 2007年3月

- 現在はDate-fmの『MORNING GLORY』を担当。
- 2006年4月 - 2007年3月は日曜夕方から月曜朝までを担当、2005年4月 - 2006年3月は土曜夕方から日曜朝までを担当。

- 沼田麻貴 - 2005年4月 - 2006年3月（金曜夕方から土曜朝までを担当）

- 元NHK地域契約リポーター。1999年に北見放送局制作契約スタッフ、2002年に仙台放送局契約リポーター。

- 斉藤光子 - 2006年4月 - 2008年9月（日曜夕方から月曜朝までを担当）

- 元おはようワイド Goodモーニングパーソナリティ。その後、Date-fmMorning Junction Wonder J』内「MORNING CHECK」コーナーパーソナリティを担当。

- 沼倉真里子 - 2007年4月 - 2008年9月（土曜夕方から日曜朝までを担当）

- 元FMとやまアナウンサー。

- 佐々木永恵 - 2008年10月 - 2011年2月（土曜夕方から日曜朝までを担当）

- 元NHK盛岡放送局契約リポーター。2011年3月から2019年3月まではテレビユー山形アナウンサー

- 菅原克彦 - 2012年4月 - 2013年6月（土曜夕方から日曜朝までを担当）

- 元北海道放送アナウンサー

- 長田洋子 - 2006年4月より2015年3月まで担当

- 塩竈BAY WAVE（cFM）パーソナリティ、TBCラジオ『楽天気分・ジョイサンデー』（2007年4月 - 9月、日曜 13:00 - 17:00）のサブパーソナリティをしていた。現在はおはようワイド Goodモーニングの月曜、火曜パーソナリティ。
- 2006年4月 - 2008年9月までは金曜夕方から土曜朝まで担当、2008年10月 - 2013年6月までは日曜夕方から月曜朝まで担当。2013年7月から2014年3月までは土曜夕方から日曜朝。2014年4月から2015年3月まで水曜夜から木曜朝までの担当だった。現在は担当から外れているが、不定期で担当することもある。

## 東日本大震災による番組編成

### ラジオ
- 2011年（平成23年）3月11日 『ロジャー大葉のラジオな気分』を放送中（ニッポン放送発『ミュージックスクランブル』を放送）の14時46分に地震が発生。以後、3月21日6時30分までコマーシャル無しの特別体制で震災関連番組を放送し、安否情報や生活情報を局アナだけでなくフリーアナウンサーが交代で伝えていた。
- 荒井ラジオ送信所は、震災による津波や停電の被害を受けたことなどから、放送がたびたび中断していた。12日早朝までは本来の出力20kWで放送していたが、送信所の自家発電燃料が切れ、八木山本社の鉄塔にある非常用アンテナを稼働した。但し、100W[注 36][64]と出力が弱いため聴取範囲が限られた。その対応として、3月15日よりUSTREAMで再配信を開始した。その後同日の12時50分にラジオ放送は20kWで放送出来るようになった[65]。3月16日13時からはニコニコ動画（ニコニコ生放送）でも再配信を開始した（ストリーミングによる配信は3月21日まで）。
- また、MBSラジオで放送している『ネットワーク1・17』が『ネットワーク3・11』としてTBCラジオでも同時放送された。
- 3月21日の特別番組放送終了後も一部番組でコーナーを差し替えて、震災関連情報を伝えた。
- 「radiko.jp復興支援プロジェクト」として、radikoで2011年（平成23年）4月より2012年（平成24年）3月まで全国配信された（一部番組は配信されなかった。）[66]。

### テレビ
2011年（平成23年）3月11日の「ティータイムドラマ」放送中に東日本大震災が発生し、直後から宮城県内向けに緊急ニュースを長時間放送した。それ以降も14日まではTBSテレビ発の報道特別番組を放送し、その中で随時ローカル差し替えやTBSテレビへの情報発信により県内の情報を入れた。15日以後も特別編成が組まれた。自社製作番組は特別番組として『TBC震災生活情報』を放送しており（平日 11:20 - 11:30・15:55 - 16:53、土曜 11:30 - 11:40、週末 14:00 - 15:00の各枠）、『Nスタみやぎ』のキャスター陣が別冊特番にもそのまま出演した（若生・川尻、守屋・大久保両アナがレギュラー枠同様に各々2名揃って出演する時間帯とどちらか一方のみが出演する時間帯とに二分。なお、平日11:20枠と土曜11:30枠は震災特番に伴い4月2日まで休止中の『キユーピー3分クッキング』(CBCテレビ版)（以下『CBC3分クッキング』と表記）枠を臨時転用しており、『ウォッチン!みやぎ』（以下『ウォッチン!』と表記）キャスターが当枠を担当する場合もある。これら特番に伴い通常、JNN排他協定が始まる17:45より飛び乗っていた『Nスタ』は第1部の始まる16:53からのネットに拡大（同年4月29日まで）。2012年（平成24年）1月4日からレギュラーネット開始。『TBC震災情報』平日午後枠から『Nスタ』へはステブレレス接続。日によって開始時間が1時間前倒しされ『TBC震災情報・午後枠』が14:55より、『Nスタ』が15:55より各々始まる場合もある）。
『みのもんたの朝ズバッ!・第2部』の中盤から終盤のローカル枠での自社差し替えによる『ウォッチン!』も2011年（平成23年）3月14日から4月1日までレギュラー放送を休止し、東北放送でも『みのもんたの朝ズバッ!・第2部』の中盤から終盤でのローカル枠を行使しなかった（普段はローカル枠での自社差し替えを行う東北放送ではネットされていない「おでかけ前の朝刊チェック」や「8時またぎ」のコーナーを臨時ネット）に切り替える措置が採られており、別冊特番として平日9:55 - 10:25に『ウォッチン!生活情報』を放送している（『みのもんたの朝ズバッ!』内でも6:15・6:46・7:11の各ローカル枠において臨時に震災関連情報中心の『河北新報ニュース』を放送）。
2011年（平成23年）4月4日からは新番組編成による放送となり、『みのもんたの朝ズバッ!・第2部』の中盤から終盤でのローカル枠での自社差し替えを再開し、これにより『ウォッチン!』はレギュラー放送を再開。『CBC版3分クッキング』のネット受けも再開される（これらに伴い震災関連単発特番は4月3日をもって終了した）。

## 隣県での活動
- 秋田県にはJNNに加盟する民放テレビ局が存在しないため、重大なニュースが県内で発生した場合には、JNN東北ブロックの幹事局としてIBC岩手放送と共に取材を担当している。
- テレビユー山形開局以前の山形県内のJNNニュースの取材と『ザ・ベストテン』の中継なども担当していた。
- 2006年（平成18年）シーズン以来、 スカパー!のJリーグ中継のうちベガルタ仙台ホームゲームの中継制作はTBCが行ってきた。DAZNがJリーグの最優先放映権を得た2017年（平成29年）シーズンも制作を担当したものの、2018年（平成30年）シーズンからは仙台放送が制作を担当することになった。

## その他
- 秋田県にあったラジオ局、ラジオ東北（現在の秋田放送）と混同されることがあるが無関係である。ちなみに秋田放送はラジオ東京テレビ（現・TBSテレビ）の系列局になることが有力とされていたが、諸事情により日本テレビの系列局となった。
- テレビ開局前後、日本テレビ放送網（NTV）が大口出資者となっていた時期がある。この件は日本テレビ社史などに記載されているが、東北放送側の資料には一切記載されていない。
- 1990年代に当時当局のアナウンサーだった小林徹夫がローカルニュース番組に遅刻してしまったことがあり、報道フロアのみが映ってしまったことがあった。この映像は後にハプニング大賞で取り上げられた。
- 天気予報に関しては、平日はTBC独自（私立TBC気象台）、土曜日・日曜日・年末年始や放送休止中のフィラーでは気象庁のものを使用している。また、天気予報の独自番組では、文字で伝えている（例：東部 晴れ 西部 くもり時々雨など）。
- 2005年（平成17年）の地上デジタルテレビ放送開始以来、宮城県の放送局で唯一、自社制作番組のハイビジョン化が遅れていたが、2007年（平成19年）7月2日より『イブニングニュースTBC」、7月3日より『河北新報ニュース』・『TBCニュース』が局舎内に増設された情報センター内のスタジオ（ハイビジョン対応）での放送を開始した。
  - 開始当初、TBCでのハイビジョン番組は報道番組・スポーツ中継（『TBC EXCITING BALLPARK』・『ベガルタ仙台試合中継』・『仙台一高・二高定期戦』）およびドキュメンタリー番組のみであったが、後に『ウォッチン!みやぎ』や『サンドのぼんやり〜ぬTV』（2008年（平成20年）4月スタート）もハイビジョン制作となった。
  - 2009年（平成21年）春までは在仙放送局の中では唯一テレビ東京系列[注 38]の番組のハイビジョン化はされていなかった。
- ほとんどの民放各局ではモノラル放送や二重音声放送の番組でもステレオ信号で放送されているが、TBCでは2020年（令和2年）1月26日まで送出システムの関係で再放送・遅れネットの番組はモノラル信号で放送されており、マスター（主調整室）設備更新後の翌日1月27日からは他局と同様ステレオ信号で放送されている（モノステレオ放送）。
- 2018年（平成30年）9月まで単独のローカルニュース番組（『河北新報ニュース』および『TBCニュース』）もモノラル信号で放送されていたが、同年10月からはステレオ信号で放送されている（モノステレオ放送）。
- 企業の年初挨拶のCMでは、他の民放各局ではナレーションやテロップの文言が企業によって異なる。しかしTBCは、BGMや映像こそ企業によって変わるが「謹んで新年のご挨拶を申し上げます」というナレーションとテロップの後に、企業名が読み上げられるという画一的な内容である。
- 東日本大震災に影響により2012年（平成24年）3月31日に延期された被災3県でのアナログ放送終了では、該当地域の民間放送テレビ局である12局のうちこの局では唯一、通常放送終了前に特別番組を放送した[注 39]。
- 東北楽天ゴールデンイーグルスが球団創設以来初めてリーグ優勝を決めた2013年（平成25年）9月26日は、ラジオで優勝特番「おめでとう!楽天イーグルス初優勝!」を翌27日朝5時まで放送した関係で、22時の『オールナイトニッポンGOLD』から3時の『オールナイトニッポン0』まで、23時50分からの『スポーツ伝説」・『河北新報ニュース」を除き、レギュラー番組全てが休止となった。

## 社史・記念誌
- 東北放送10年史（東北放送 編） 1962年5月発行、223ページ[67]。
- 東北放送20年史（東北放送 編） 1972年発行、229ページ。
- 東北放送30年史（東北放送株式会社業務局調査部社史編纂連絡会議 編） 1982年5月発行、231ページ。
- 東北放送この十年 開局四十周年（東北放送テレビ局調査部 編） 1992年12月発行、138ページ。
- 東北放送の50年 1952-2002（東北放送社史編集委員会 編） 2002年9月発行、52ページ。

## 関連企業
2022年3月31日現在
連結子会社
- tbc Az - 2021年4月1日、「東北映画制作」と「ティー・ビー・シー・ビジョン」が合併して設立。

持分法適用関連会社
- 株式会社河北ランド
- 株式会社河北ティ・ビー・シーカルチャーセンター
- 株式会社東北ティ・エル・シー

公益財団法人
- 公益財団法人東北放送文化事業団